# Рябов, Андрей Виленович
Андре́й Виле́нович Ря́бов (род. 6 мая 1956, Ленинград) — российский политолог и педагог. Главный редактор журнала «Мировая экономика и международные отношения» (2002—н. в.). Исполнительный директор Горбачев-Фонда (2021—н. в.). Бывший сопредседатель программы «Российская внутренняя политика и политические институты» Московского центра Карнеги (1998—2005, 2009—2012). Член-корреспондент Международной академии информатизации. Член Российской ассоциации политической науки. Кандидат исторических наук.

## Биография
В 1978 году окончил Московский государственный историко-архивный институт.
В 1981 году стал кандидатом исторических наук, защитив диссертацию на тему: «Классификация документов по архивным фондам: на примере документации комплексов легкой промышленности РСФСР».
В 1981—1985 годах — ассистент кафедры архивной теории и методологии Московского государственного историко-архивного института.
В 1985—1988 годах — доцент кафедры социологии Московского горного института (сегодня – Горный институт НИТУ «МИСиС»).
В 1988—1991 годах — редактор отдела историографии журнала «Вопросы истории КПСС».
С апреля по декабрь 1991 года — редактор отдела политики журнала «Перспективы».
В 1992 году — старший научный сотрудник Центра международных программ Российского независимого института социальных и национальных проблем.
В 1993 году — старший научный сотрудник кафедры современного политического процесса России МГУ.
С 1993 по 1996 год — заместитель главного редактора журнала «Кентавр».
С 1993 года — эксперт Горбачёв-Фонда, с 2021 года — исполнительный директор Горбачёв-Фонда.
В 1994—1997 годах — заместитель главного редактора журнала «Вестник Московского университета» (серия «Политические науки»).
C 1998 по 2002 год — политический обозреватель газеты «Век».
С 2002 года — главный редактор журнала «Мировая экономика и международные отношения».
В 1998—2005 и 2009—2012 годах входил в научный совет Московского Центра Карнеги в качестве сопредседателя программы «Российская внутренняя политика и политические институты».
В 2009 году баллотировался на выборах депутатов Московской городской думы по списку партии «Яблоко», не был избран из-за непрохождения списком избирательного барьера.
В 2011 году баллотировался на выборах депутатов Госдумы по федеральному списку партии «Яблоко», не был избран из-за непрохождения списком избирательного барьера.

## Публикации
Книги
- Философия власти. — М.: МГУ, 1993.
- Национально-государственная идеология в России. — М.: МГУ, 1994.
- Партийно-политические элиты и электоральные процессы в России. — М.: РТРБ, 1996.
- Формирование партийно-политической системы в России. — М.: Московский Центр Карнеги, 1998.
- Between Democracy and Dictatorship: Russian Post-Communist Political Reform. — Washington D. C., 2004. (в соавт. с М. Макфолом и Н. В. Петровым).
- Самобытность против модернизации — парадоксы российской политики в постстабилизационную эпоху. — М.: Гендальф, 2005.

Статьи
- Корпоративизм и перспективы развития современной России // «Кентавр» : журнал. — 1993. — № 4.
- Легитимность и легальность власти // ПолИс : журнал. — 1994. — № 2.
- Могущество и беспомощность «Бензинового государства». Архивировано 18 августа 2025 года.